# Teoria das perturbações
Teoria das perturbações, na matemática, é um conjunto de métodos iterativos que tem como objetivo encontrar a solução aproximada de uma problema que envolvem pequeno parâmetro e << 1, ao qual se chama parâmetro de perturbação. A teoria decompõe o problema num número infinito de problemas relativamente mais fáceis de se obter a solução.